# An–26
Az An–26 (NATO-kódja: Curl) kéthajtóműves, légcsavaros gázturbinás szállító repülőgép. A kijevi Antonov tervezőiroda fejlesztette ki az An–24T teherszállító repülőgép alapján. 1969-ben mutatták be először, módosított raktérrel és nagyobb rámpával. Kínában a Hsziani Repülőgépgyár gyártja licenc nélkül, Y–7-ként (korábban Y–14-ként).

## Története
A fejlesztés alapjául az An–24 utasszállító repülőgép teherajtóval ellátott, An–24T típusjelű katonai teherszállító változata szolgált. Ebből a változatból 1967–1971 között ugyan 164 db-ot gyártott az irkutszki 39. sz. repülőgépgyár (GAZ–39), de ez az eredetileg célul kitűzött katonai feladatokra (légi deszant szállítása) csak korlátozottan volt használható. A fő problémát a teherajtó kedvezőtlen kialakítása és elhelyezkedése jelentette.
Az An–26-os kifejlesztésének előzményéhez kapcsolódik az An–12D szállító repülőgép továbbfejlesztett változata, az An–40, melynek tervezési munkálatai már 1964-ben elkezdődtek. A gép törzsének hátsó részében egy teljesen újszerű teherajtót alakítottak ki. Az ajtó felső része a törzsbe befelé nyitható volt, akár repülés közben is, míg a földön az alsó része teher-rámpaként szolgált. A légierő azonban úgy vélte, hogy az An–24 megfelel a légi szállítási feladatokra, ezért nem szorgalmazták az An–40 megrendelését, így 1966-ban a fejlesztése félbeszakadt.
Az An–40 közepes szállító repülőgéphez kifejlesztett új hátsó teherajtó azonban felkeltette a repülőgépipari vezetők figyelmét. A rámpát egy Antonov-szabadalom alapján úgy alakították ki, hogy az mozgatható legyen, így azzal a teher emelhető, vagy pl. a törzs alá behúzva a teherautók a platójával egy szintben lévő tehertérről közvetlenül rakodhatók. Működésének szemléltetésére egy működőképes, 1:12 méretarányú modellt készítettek, amelyet Antonov 1967 végén Kijevben bemutatott Pjotr Gyementyjev repülőgépipari miniszternek. Gyementyjevnek megtetszett az ötlet, és utasítást adott a kijevi repülőgépgyárnak a teljes méretű szerkezet elkészítésére.
1968. március 12-én a Szovjet Légierő és a Repülőgépipari Minisztérium közös utasításában döntött az An–26 kifejlesztéséről, melyhez az Antonov-tervezőirodánál kialakított teherajtót használták fel. Az alapot az An–24T szolgáltatta. Az új tehertér és teherajtó miatt 24 t-re nőtt a felszálló tömeg, emiatt a nagyobb teljesítményű, 2100 kW-os (2820 LE) AI–24VT légcsavaros gázturbina beépítése mellett döntöttek. Megerősítették a szárnyakat, valamint új, jobb terepjáró képességű főfutókat kapott a repülőgép. Az új tehertér miatt a farokrész körül romlottak az áramlási viszonyok, ezért a légellenállás csökkentésére légterelő lemezeket szereltek fel a törzs alsó részére. A szélcsatorna-kísérletek alapján a légi deszantolás során a rámpa 20 fokos kitérését találták optimálisnak. A fejlesztőmunkát az Antonov-tervezőiroda helyettes vezetője, V.A. Garvardt irányította.
Az állami berepülés céljára három An–26-t épített a Kijevi Állami Repülőgépgyár. Az első prototípust 1968. december 20-re fejezték be, rendszereinek tesztelése 1969. március 30-ig tartott. A második prototípus is elkészült tavaszra, ezt a földi szilárdsági tesztekhez használták. 1969 áprilisában a gép főkonstruktőre Ja. G. Orlov lett. Az első prototípus 1969. május 31-én emelkedett a levegőbe. Pár héttel később a harmadik prototípus is repült. Döntés született arról, hogy még abban az évben bemutatták a párizsi légiszalonon, ezért a Párizsba való repüléshez főleg a hatótávolság tesztelésére szolgáló repüléseket végeztek. A gép Párizsban sikeresen szerepelt, a szakmai közönséget főleg az új teherrámpa érdekelte.
A hatósági repülési próbák egészen 1970 szeptemberéig folytatódtak. Az első prototípus ez idő alatt 176 felszállást teljesített és 302 órát repült, a harmadik prototípus pedig 83 felszállást és közel 131 óra repült időt teljesített. A repülőgépet kipróbálták nagy magasságú és meleg éghajlati viszonyok melletti üzemeltetés során is. Erre Örményországban, az 1600 m-es magasságban fekvő Ahalkalaki repülőterén került sor. Ez idő alatt számos ejtőernyős ugrásra és teher deszantolásra került sor. Több járművet, így ASZU–57 önjáró löveget, GAZ–69 terepjárót és egyéb fegyverzetet szállítottak.
1971. április 22. és május 10 között sarkvidéki körülmények között tesztelték a jégtelenítő rendszer hatékonyságát, olyan szélsőséges körülmények között, amikor a szárny belépőélén a jégképződés sebessége elérte az 5 mm/perc értéket, a vízszintes felületeken pedig 100 mm-es jég képződött.
A repülési próbák során a légierő úgy találta, hogy az An–26 jobban alkalmazható légi szállítási és deszantolási feladatokra, mint az An–24. 
A sorozatgyártásra való felkészülés 1968 elején elkezdődött a Kijevi Repülőgépgyárban, amely abban az időben évi 90 db An–24-t állított elő. Az első, már a sorozatgyártás technológiájával épített An–26 1969. augusztus 29-én készült el, és a légierő szakemberei szeptember folyamán még további teszt-repüléseket végeztek vele. A sorozatban való gyártás ezt követően, 1970-ben kezdődött, és igen nagy iramban folyt. Havi 14–16 db An–26-t gyártottak Kijevben, miközben mellette folyt az An–24 és az An–30 sorozatgyártása is.
Sorozatgyártása 1986-ig tartott. Összesen 144 sorozat készült. A sorozatokban 10–10 db gép készült, kivéve az első öt és az utolsó egy sorozatot. A teljes gyártási darabszám így 1398. Ebből 564 db-ot a Szovjetunió légiereje kapott, 420 db-t exportáltak, a többi gépet a Szovjetunió egyéb szervezetei használták.
Kínában licenc nélküli sorozatgyártása is folyt a Hsziani Repülőgépgyárban, először Y–14, majd Y–7 típusjellel.

## Felépítés, szerkezeti sajátosságok
A repülőgép tricikli elrendezésű (orrfutós) futóművekkel rendelkezik, mindegyik futó behúzható. A főfutók a hajtóműgondolán keresztül a szárnyhoz csatlakoznak. A főfutók fékezhetők, mindegyik egy pár 1050×400 mm-es KT–157 típusú kerékkel rendelkezik. Az orrfutón két 700×250 mm-es K2–105 típusú kerék található. A fő és az orrfutókat is a repülési irányhoz viszonyítva előre lehet behúzni, a főfutókat a hajtóműgondola középső részébe, az orrfutót pedig a törzsbe, a pilótakabin alatt kialakított futóaknába. Az orrfutó kormányozható, jobbra és balra is 45 fokban forgatható el, lengéscsillapítóval van ellátva.
A repülőgép két darab Ivcsenko AI–24VT típusú légcsavaros gázturbinával van felszerelve, melyek egy négytollú, AV–72T típusú, 3,9 m átmérőjű fém légcsavart hajtanak. A légcsavarok beállítási szöge változtatható, a működtető berendezés hidraulikus rendszerű. A jobb oldali hajtóműgondola hátsó részében kapott helyet az RU–19A-300 típusú gázturbinás fedélzeti segédhajtómű.

## Típusváltozatok
- An–26A – Az első módosított változata, amely 1971-ben készült egy példányban. Csak földi deszantolásra alkalmas, a légi deszanthoz szükséges berendezéseket eltávolították belőle, így a szerkezeti tömege 966 kg-mal lett kisebb. Ezzel együtt a repülési teljesítménye és tulajdonságai kis mértékben javultak. 1972–1973 között még két hasonló, könnyített változat készült, speciális kiépítésben. Közülük az egyik An–26S típusjellel kiképző változat volt a légilövészek számára, a másik pedig An–26RT légi átjátszóállomás (relé) volt. Előbbinél a deszanttérben 10 fő növendék és egy oktató számára alakítottak ki helyet. Később sorozatban is gyártották, a Kijevi Állami Repülőgépgyár összesen 36 db An–26S-t készített.
- An–26B – 1981-ben megjelent változat. Jellegzetessége a tehertér mennyezetébe épített kihajtható daru. A gépet nagyobb teljesítményű Ivcsenko-Progressz AI–24VT légcsavaros gázturbinákkal szerelték fel.
- An–26D – Növelt hatótávolságú változat, melyet a törzs oldalára szerelt kiegészítő üzemanyagtartállyal láttak el. Egy példány készült 1996-ban az Orosz Légierő megrendelésére.
- An–26S – Navigátorkiképzésre szolgáló speciális változat, erre utal a típusjelzésében az S betű is (S – sturman). A deszanttérben a növendékek számára 10 munkahelyet alakítottak ki és egy további munkahely állt rendelkezésre az oktatónak. Mindegyik munkahelyhez egy navigátorpult és két ülés tartozik. A gépet a beépített további műszerek nagyobb energiaigénye miatt kiegészítő fedélzeti segédhajtóművel szerelték fel. 1972–1973-ban fejlesztették ki. 36 darab készült ebből a változatból.[1]
- Y–7H – Kínában licenc nélkül gyártott másolat
- Y–7–500 – Polgári alkalmazásra kialakított kínai másolat.